# Jan Sørensen
Jan Johnsen Sørensen (Glostrup, 14 mei 1955 – 16 februari 2024) was een Deense voetballer. De linksbenige middenvelder en aanvaller kwam uit voor onder andere Club Brugge, FC Twente, Feyenoord en het Deense voetbalelftal.

## Clubcarrière
Sørensen speelde in zijn jeugd voor Glostrup Idræts Club en vervolgens voor Boldklubben Frem. In 1977 tekende hij een contract bij Club Brugge in België. In zes seizoenen kwam hij tot 156 competitiewedstrijden en 50 doelpunten. De ploeg werd twee keer nationaal kampioen en was in 1978 verliezend finalist in de Europacup I. In de winter van 1983 verliet hij Club Brugge voor het Nederlandse FC Twente van trainer Spitz Kohn. Kohn was een goede bekende van Sørensen die eerder trainer van Club Brugge was. FC Twente verkeerde dat jaar in degradatiegevaar en Sørensen, de duurste transfer uit de historie van de Enschedese club tot op dat moment, moest degradatie naar de Eerste divisie voorkomen. Hij kampte echter met kleine blessures waardoor hij dat seizoen niet in topvorm verkeerde en FC Twente degradeerde.
Sørensen bleef FC Twente trouw en met hem promoveerde de ploeg een jaar later terug naar de Eredivisie. Zijn sterke spel wekte de interesse van Liverpool, maar een mogelijke transfer ketste af en uiteindelijk verlengde hij zijn contract bij FC Twente. In de zomer van 1985 verliet hij FC Twente voor Feyenoord, nadat hij in conflict was geraakt met trainer Fritz Korbach die hem een aantal wedstrijden op rij buiten de basis had gelaten. Bij Feyenoord moest Sørensen de opvolger worden van de naar PSV vertrokken Ruud Gullit, maar hij kon niet overtuigen, en aan het begin van seizoen 1986/87 werd hij verhuurd aan Excelsior. Na afloop van dat seizoen werd hij transfervrij overgenomen door Ajax. Voor Ajax kwam hij echter maar tot vijf competitiewedstrijden. Trainer Johan Cruijff gaf de voorkeur aan het talent Richard Witschge, en nadat Frank Rijkaard en Sørensen in een conflict raakten met Johan Cruijff over diens trainings- en speelmethoden vertrok Sørensen naar Portimonense in Portugal. Met deze club ontliep hij degradatie door een serie overwinningen. In 1989 beëindigde Sørensen zijn voetballoopbaan.
Hij was vervolgens trainer van onder andere Portimonense en Walsall in Engeland en technisch directeur van Hvidovre IF in Denemarken.

## Interlandcarrière
Sørensen kwam tijdens zijn carrière elf keer uit voor het nationale team van Denemarken, waarin hij drie doelpunten maakte.
| Interlands van Jan Sørensen voor Denemarken | Interlands van Jan Sørensen voor Denemarken | Interlands van Jan Sørensen voor Denemarken | Interlands van Jan Sørensen voor Denemarken | Interlands van Jan Sørensen voor Denemarken | Interlands van Jan Sørensen voor Denemarken |
| №                                           | Datum                                       | Wedstrijd                                   | Uitslag                                     | Competitie                                  | Goals                                       |
| Als speler van BK Frem                      | Als speler van BK Frem                      | Als speler van BK Frem                      | Als speler van BK Frem                      | Als speler van BK Frem                      | Als speler van BK Frem                      |
| ------------------------------------------- | ------------------------------------------- | ------------------------------------------- | ------------------------------------------- | ------------------------------------------- | ------------------------------------------- |
| 1                                           | 30.01.1977                                  | Gambia – Denemarken                         | 1 – 4                                       | Vriendschappelijk                           | 60' (pen.)                                  |
| 2                                           | 02.02.1977                                  | Senegal – Denemarken                        | 2 – 3                                       | Vriendschappelijk                           |                                             |
| 3                                           | 13.04.1977                                  | Bulgarije – Denemarken                      | 3 – 1                                       | Vriendschappelijk                           | 22'                                         |
| 4                                           | 01.05.1977                                  | Denemarken – Polen                          | 1 – 2                                       | WK-kwalificatie                             |                                             |
| 5                                           | 01.06.1977                                  | Noorwegen – Denemarken                      | 0 – 2                                       | Vriendschappelijk                           | 48'                                         |
| Als speler van Club Brugge                  |                                             |                                             |                                             |                                             |                                             |
| 6                                           | 21.09.1977                                  | Polen – Denemarken                          | 4 – 1                                       | WK-kwalificatie                             |                                             |
| 7                                           | 24.05.1978                                  | Denemarken – Ierland                        | 3 – 3                                       | EK-kwalificatie                             |                                             |
| 8                                           | 31.05.1978                                  | Noorwegen – Denemarken                      | 1 – 2                                       | Nordic Cup                                  |                                             |
| 9                                           | 14.11.1979                                  | Spanje – Denemarken                         | 1 – 3                                       | Vriendschappelijk                           |                                             |
| 10                                          | 21.05.1980                                  | Denemarken – Spanje                         | 2 – 2                                       | Vriendschappelijk                           |                                             |
| 11                                          | 04.06.1980                                  | Denemarken – Noorwegen                      | 3 – 1                                       | Nordic Cup                                  |                                             |

## Erelijst
Club Brugge
- Eerste klasse: 1977/78, 1979/80
- Belgische Supercup: 1980
- Trofee Jules Pappaert: 1978
- Brugse Metten: 1979, 1981
- Kirin Cup: 1981

## Privéleven
Na zijn loopbaan werkte hij als ondernemer en kroegeigenaar en woonde in Tamworth, in de buurt van het Engelse Birmingham. Hij kampte lange tijd met gezondheidsproblemen. Na zijn loopbaan bleek dat hij een aangeboren hartafwijking had. Verder kampte hij met een bloedziekte, kreeg hij prostaatkanker en had hij ernstig overgewicht. Zijn twee huwelijken eindigden in een scheiding. Sørensen was vader van drie zoons.
Jan Johnsen Sørensen overleed op 16 februari 2024 op 68-jarige leeftijd.